# Michelle Ferre
Pour les articles homonymes, voir Ferre.
Michelle Ferre (ミシェル・フェレ, Misheru Fere), née le 13 juin 1973 à Kobe (Japon) est une actrice et journaliste franco-japonaise.
Elle est une ancienne correspondante de CNN au Japon, et présentatrice de jeu télévisé.

## Biographie
Michelle Ferre grandit au Japon mais passe beaucoup de temps chez ses grands-parents français en Bretagne. Elle est inscrite dans une école internationale à Kobe au Japon. Ferre étudie ensuite les relations internationales et les sciences politiques à l'université Sophia de Tokyo. Parlant couramment anglais et japonais, elle devient journaliste et s'installe à Tokyo.
Elle connaît une première expérience comme actrice en 1998, dans le film Who Am I? réalisé par Jackie Chan. Elle tourne un deuxième film en 2006, japonais cette fois : So-Run Movie.